# 린 머릭

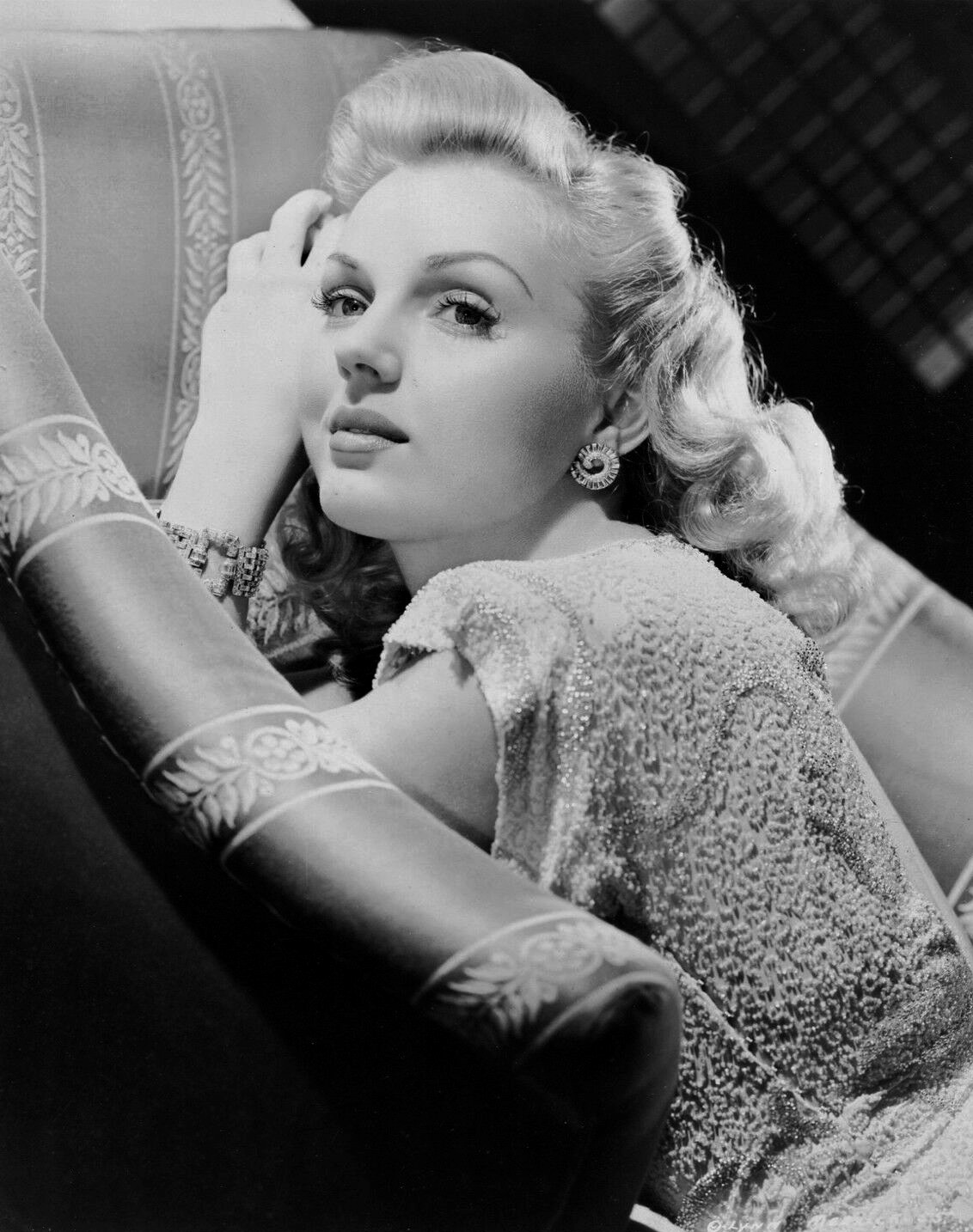

린 머릭(Lynn Merrick, 1919년 11월 19일 ~ 2007년 3월 25일)은 미국의 배우, 영화배우이다.
포트워스에서 태어났으며 웨스트팜비치에서 사망하였다. 사인은 질병이다.

## 영화
- 미트 미스 바비 삭스 (1944년)